# New Orleans Saints 2021
La stagione 2021 dei New Orleans Saints è stata la 55ª della franchigia nella National Football League e la 16ª e ultima con Sean Payton come capo-allenatore. È stata la prima stagione senza lo storico quarterback Drew Brees dal 2005, ritiratosi il 14 marzo 2021. Brees aveva condotto la squadra alla sua unica vittoria del Super Bowl e si ritirò come leader di tutti i tempi della NFL per yard passate in carriera, un record in seguito battuto da Tom Brady. Dopo avere iniziato con un record di 5-2, la squadra, complice il grave un infortunio del quarterback Jameis Winston, perse cinque gare consecutive e malgrado avere vinto quattro delle ultime cinque partite, rimase fuori dai playoff con un record di 9-8. L'attacco della squadra fu tra i peggiori della lega, classificandosi tra le ultime posizioni in diverse categorie statistiche.

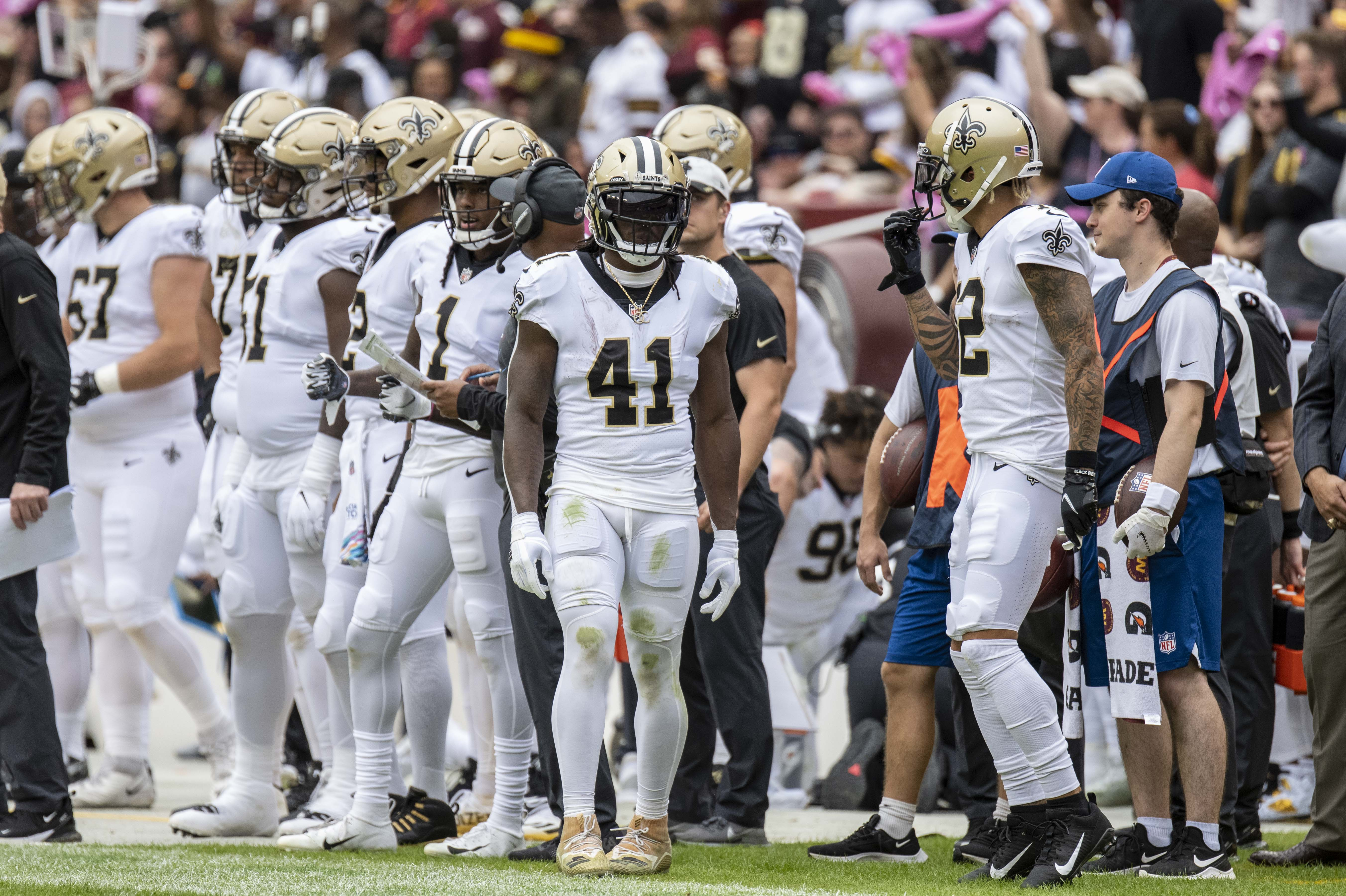
Giocatori dei Saints nella gara della settimana 5 contro Washington

## Scelte nel Draft 2021
| Scelte dei Saints nel Draft 2021 |        |               |       |               |                 |
| Giro                             | Scelta | Giocatore     | Ruolo | College       | Note            |
| 1                                | 28     | Payton Turner | DE    | Houston       |                 |
| 2                                | 60     | Pete Werner   | LB    | Ohio State    |                 |
| 3                                | 76     | Paulson Adebo | CB    | Stanford      | da Denver       |
| 4                                | 133    | Ian Book      | QB    | Notre Dame    |                 |
| 6                                | 206    | Landon Young  | OT    | Kentucky      | da Indianapolis |
| 7                                | 255    | Kawaan Baker  | WR    | South Alabama |                 |

## Roster
| Roster dei New Orleans Saints nel 2021 |
| --- |
| Quarterback - 16 Ian Book - 7 Taysom Hill - 15 Trevor Siemian - 2 Jameis Winston Running Back - 37 Tony Jones Jr. - 41 Alvin Kamara - 46 Adam Prentice FB - 24 Dwayne Washington Wide Receiver - 1 Marquez Callaway - 11 Deonte Harris RS - 80 Chris Hogan - 84 Lil'Jordan Humphrey - 88 Ty Montgomery - 10 Tre'Quan Smith Tight End - 45 Garrett Griffin - 83 Juwan Johnson - 82 Adam Trautman Offensive Linemen - 72 Terron Armstead T - 74 James Hurst T - 78 Erik McCoy C - 75 Andrus Peat G - 71 Ryan Ramczyk T - 51 Cesar Ruiz G - 76 Calvin Throckmorton T - 67 Landon Young T Defensive Linemen - -- Montravius Adams DT - 92 Marcus Davenport DE - 96 Carl Granderson DE - 94 Cameron Jordan DE - 90 Tanoh Kpassagnon DE - 70 Christian Ringo DT - 97 Malcolm Roach DT - 98 Payton Turner DE - 99 Shy Tuttle DT Linebacker - 58 Kwon Alexander OLB - 53 Zack Baun OLB - 56 Demario Davis MLB - 50 Andrew Dowell MLB - 55 Kaden Elliss OLB - 42 Chase Hansen OLB - 20 Pete Werner OLB Defensive Back - 29 Paulson Adebo CB - 25 Ken Crawley CB - 22 C.J. Gardner-Johnson SS - 48 J.T. Gray SS - 38 Jeff Heath SS - 27 Malcolm Jenkins SS - 23 Marshon Lattimore CB - -- Desmond Trufant CB - 43 Marcus Williams FS - 26 P.J. Williams FS Special Team - 4 Blake Gillikin P - 49 Zach Wood LS Lista delle riserve - 64 Will Clapp C (IR) - 77 Jalen Dalton DT (IR) - 73 Ethan Greenidge T (IR) - 3 Wil Lutz K (IR) - 93 David Onyemata DT (Sospeso) - 89 Dylan Soehner TE (IR) - 13 Michael Thomas WR (PUP) - 81 Nick Vannett TE (IR) Squadra di allenamento - 40 Alexander Armah FB - 14 Kawaan Baker WR - 65 Caleb Benenoch T - 91 Josiah Bronson DT - -- Ka'dar Hollman CB - -- Jalyn Holmes DE - 95 Albert Huggins DT - -- Jaleel Johnson DT - 68 Derrick Kelly II G - -- Dylan Mabin CB - -- Jordan Miller CB - 6 Aldrick Rosas K - 35 KeiVarae Russell CB - 17 Kevin White WR - 18 Easop Winston WR - 86 Ethan Wolf TE 53 attivi, 9 inattivi, 16 nella squadra di allenamento |
| Legenda - I rookie sono in corsivo. - Il primo ruolo è il principale mentre gli eventuali successivi indicano i ruoli secondari. - (IR) sta per Injured Reserve ed indica la lista ristretta per un solo giocatore infortunato che può tornare ad allenarsi dopo la settimana 6 e a rientrare in prima squadra dopo che questa ha giocato 8 partite. - (NF-Inj.) / (NF-Ill.) stanno rispettivamente per Non-Football Injured e Non-Football Illness ed indicano le liste dove viene inserito un giocatore che ha un infortunio o una malattia non dipendente dal football americano. - (PUP) sta per Physically Unable to Perform ed indica la lista dove viene inserito un giocatore mentre è in attesa di recuperare la condizione fisica. Nella stagione regolare dopo la sesta partita giocata dalla propria squadra, il giocatore ha tempo tre settimane per riprendere ad allenarsi, più tre settimane aggiuntive dal suo rientro agli allenamenti per rientrare in prima squadra. |

## Calendario
| Stagione regolare |                    |                             |                    |                    |                         |                    |
| Turno             | Data               | Avversario                  | Risultato          | Record             | Stadio                  | Sintesi            |
| 1                 | 12 settembre       | Green Bay Packers           | V 38–3             | 1–0                | TIAA Bank Field         | Recap              |
| 2                 | 19 settembre       | at Carolina Panthers        | S 7–26             | 1–1                | Bank of America Stadium | Recap              |
| 3                 | 26 settembre       | at New England Patriots     | V 28–13            | 2–1                | Gillette Stadium        | Recap              |
| 4                 | 3 ottobre          | New York Giants             | S 21–27 (dts)      | 2–2                | Caesars Superdome       | Recap              |
| 5                 | 10 ottobre         | at Washington Football Team | V 33–22            | 3–2                | FedExField              | Recap              |
| 6                 | Settimana di pausa | Settimana di pausa          | Settimana di pausa | Settimana di pausa | Settimana di pausa      | Settimana di pausa |
| 7                 | 25 ottobre         | at Seattle Seahawks         | V 13–10            | 4–2                | Lumen Field             | Recap              |
| 8                 | 31 ottobre         | Tampa Bay Buccaneers        | V 36–27            | 5–2                | Caesars Superdome       | Recap              |
| 9                 | 7 novembre         | Atlanta Falcons             | S 25–27            | 5–3                | Caesars Superdome       | Recap              |
| 10                | 14 novembre        | at Tennessee Titans         | S 21–23            | 5–4                | Nissan Stadium          | Recap              |
| 11                | 21 novembre        | at Philadelphia Eagles      | S 29–40            | 5–5                | Lincoln Financial Field | Recap              |
| 12                | 25 novembre        | Buffalo Bills               | S 6–31             | 5–6                | Caesars Superdome       | Recap              |
| 13                | 2 dicembre         | Dallas Cowboys              | S 17–27            | 5–7                | Caesars Superdome       | Recap              |
| 14                | 12 dicembre        | at New York Jets            | V 30–9             | 6–7                | MetLife Stadium         | Recap              |
| 15                | 19 dicembre        | at Tampa Bay Buccaneers     | V 9–0              | 7–7                | Raymond James Stadium   | Recap              |
| 16                | 27 dicembre        | Miami Dolphins              | S 3–20             | 7–8                | Caesars Superdome       | Recap              |
| 17                | 2 gennaio          | Carolina Panthers           | V 18–10            | 8–8                | Caesars Superdome       | Recap              |
| 18                | 9 gennaio          | at Atlanta Falcons          | V 30–20            | 9–8                | Mercedes-Benz Stadium   | Recap              |

Note: gli avversari della propria division sono in grassetto.

## Premi

### Premi settimanali e mensili
- Marshon Lattimore

difensore della NFC della settimana 5
- Alvin Kamara

giocatore offensivo della NFC della settimana 7
- Blake Gillikin

giocatore degli special team della NFC del mese di ottobre
- Cameron Jordan

difensore della NFC della settimana 15
difensore della NFC della settimana 17